# NGC 1954
NGC 1954 je galaksija u zviježđu Zecu.

## Vanjske poveznice
- SEDS: NGC 1954